# Ingrid Hahnfeld
Ingrid Hahnfeld (* 1937 in Berlin) ist eine deutsche Schauspielerin, Schriftstellerin und Hörspielautorin.

## Leben
Nach einem Studium an der Hochschule für Schauspielkunst Ernst Busch arbeitete Ingrid Hahnfeld zunächst als Schauspielerin und hatte Engagements an Bühnen in Dresden und Greifswald. Seit 1971 ist sie freischaffend als Schriftstellerin tätig. Neben zahlreichen Erzählungen und Romanen schrieb sie auch Hörspiele, die zwischen 1978 und 1990 vom Rundfunk der DDR produziert und gesendet wurden.
Ingrid Hahnfeld lebt in Magdeburg. 1997 zog ihr langjähriger Bekannter, der Schriftsteller Peter Biele, zu ihr.

## Hörspiele
- 1978: Vom Aberheiner – Regie: Achim Scholz
- 1980: Das Geschichteneinfangnetz – Regie: Joachim Dittmann
- 1981: Rappi in der Wetterhexenschule – Regie: Maritta Hübner
- 1983: Spuk – Regie: Achim Scholz
- 1983: Nicht an Damen – Regie: Barbara Plensat
- 1990: Schleiferhaftes – Regie: Wolfgang Rindfleisch

## Schriften
- 1971: Hasenbrot, Evangelische Verlagsanstalt, Leipzig
- 1975: Nachbarhäuser, St. Benno Verlag, Leipzig
- 1975: Lady Grings, Erzählungen, St. Benno Verlag, Leipzig
- 1976: Spielverderber, Roman, St. Benno Verlag, Leipzig
- 1983: Nelken im Korsett, Kriminalerzählung, Das Neue Berlin, Berlin
- 1984: Blaue Katzen, Kriminalerzählung, Das Neue Berlin, Berlin
- 1988: Villa Ruben, Roman, Das Neue Berlin, Berlin
- 1988: Schwarze Narren, Kriminalroman, Das Neue Berlin, Berlin, ISBN 3-360-00210-5
- 1989: Brot für Schwäne, Roman, Das Neue Berlin, Berlin, ISBN 3-360-00229-6
- 1991: Die graue Dogge, Kriminalerzählungen, Das Neue Berlin, ISBN 3-359-00639-9
- 1991: Das unsichtbare Lächeln der Giraffe, Kinderbuchverlag Berlin, Berlin, ISBN 3-358-02028-2
- 2000: Niemandskinder, Roman, Verlag Militzke, Leipzig, ISBN 3-86189-182-4
- 2001: Die schwarze Köchin, Roman, Verlag Militzke, Leipzig, ISBN 3-86189-215-4
- 2003: Nicht Ophelia, Roman, Verlag Militzke, Leipzig, ISBN 3-86189-502-1
- 2003: Die Windfängerin, Roman, Dr. Rinke Verlag, Gröbzig, ISBN 3-9808507-1-4
- 2010: Katzentage, Roman, Mitteldeutscher Verlag, Halle/Saale, ISBN 978-3-89812-721-9
- 2013: Dämmergärten, Tagebucheintragungen und Erzählungen, Verlag SchumacherGebler, Dresden, ISBN 978-3-941209-22-0
- 2014: Höllenfahrt – Tagebuch einer Depression, S. Fischer Verlag, Frankfurt a. M., ISBN 978-3-596-30020-4
- 2015: Das tote Nest, Roman, S. Fischer Verlag, Frankfurt a. M., ISBN 978-3-10-560366-6

## Auszeichnungen
- 1989: Worpswede-Stipendium
- 2007: Arbeitsstipendium der Kunststiftung Sachsen-Anhalt